# Château de La Chapelle-Baloue
Le château de La Chapelle-Baloue ou château de Puyregard est un ancien château situé sur la commune de La Chapelle-Baloue, dans le département de la Creuse, région Nouvelle-Aquitaine, en France.

## Historique
Le fief, mentionné pour la première fois à la fin du XVe siècle, semble avoir une origine plus ancienne. Il était sous l'autorité des seigneurs de Dun. Aujourd'hui, seuls les vestiges de deux tours du château subsistent. Sur le cadastre de 1825, la parcelle des vestiges est indiquée par des pointillés. À côté, un logis, reconstruit après un incendie en 1997, se tient à l'entrée du hameau, probablement bâti avec les pierres du château. Un linteau sculpté avec un blason et un corbeau en granite servant de perchoir pour pigeons sont des éléments anciens réutilisés.
En 1828, le château (ainsi que le château de Beauregard) est acquis par Jean-Baptiste Beauvais et fait restaurer les bâtiments en ruine. Il passe ensuite à son fils Jean, qui poursuit l'agrandissement le domaine, fait restaurer l'église et dessiner le parc. Sa fille Henriette et son gendre Maximilien Thouvenin font agrandir le château à leur tour. Le domaine passe ensuite à la fille d'Henriette et Maximilien, Camille Thouvenin, épouse de Louis Jautrou des Ormeaux, puis à leur fille Suzanne Jautrou des Ormeaux, épouse d'Eugène Maxime Paul Blanche.
André Blanche (1902-1973) modernise le château et l'exploitation, qui passe par la suite à ses fils Denis et Gérard Blanche en 1976.